# Roger Petit
Roger Petit (Luik, 2 januari 1912 – 22 april 1998) was een Belgische voetballer en voetbalbestuurder. Na de Tweede Wereldoorlog groeide Standard Luik onder zijn leiderschap uit tot een topclub in België. Petit, bijgenaamd Mister Standard, was meer dan 35 jaar secretaris-generaal van de club. Standard won onder zijn leiding acht landstitels en vier keer de beker. Zijn carrière eindigde in 1984 in mineur met het omkoopschandaal Standard-Waterschei.

## Carrière
Roger was de jongste zoon van het gezin Petit. Zijn beide ouders waren leerkracht. Hij groeide op in de Luikse wijk Kinquempois, waar ook de familiale roots van de latere FIFA-voorzitter João Havelange lagen. Zijn vader Arthur was in de jaren 1920 een bestuurslid van voetbalclub Standard Luik. In 1933 schopte hij het tot ondervoorzitter. Roger en zijn broer Jean speelden in die periode voor het eerste elftal van Standard, met wie ze in 1936 vicekampioen werden. De jongste van de twee Petits begon als spits, maar werd later omgevormd tot een verdediger. Hij was ook een poos aanvoerder van het team. Zijn broer Jean was een dokter tijdens de Tweede Wereldoorlog. Hij kwam om het leven tijdens een bombardement in de buurt van Val Benoît.
In 1943 zette de 31-jarige Petit een punt achter zijn spelerscarrière. Twee jaar later keerde hij op vraag van Florent Dumont en voorzitter Léon Rassart terug naar Standard. Hij werd secretaris van een comité dat op het punt stond het budget van de club aanzienlijk te vergroten, wat binnen de club voor heel wat strubbelingen en protest zorgde. Uiteindelijk kwam de beoogde budgetverhoging er, waardoor de club een tweede training per week kon invoeren.
In 1952 greep Petit de macht binnen Standard. Hij werd secretaris-generaal van de club en benaderde Paul Henrard, die directeur was van het steenkool- en staalbedrijf Espérance-Longdoz, om voorzitter te worden. Een jaar later trok Petit met de Fransman André Riou de eerste voltijdse trainer aan. Onder zijn leiding veroverde Standard meteen de beker. In 1958 werd Standard, dat toen over spelers als Denis Houf, André Piters, Marcel Paeschen, Jean Jadot, Jean Nicolay en Léopold Anoul beschikte, voor het eerst in zijn geschiedenis kampioen.
In de jaren 60 stak Standard grote rivaal RSC Anderlecht voorbij als succesvolste club van het land. Onder impuls van de flamboyante spits Roger Claessen veroverde Standard in 1961 zijn tweede landstitel. Twee jaar later werd de club onder coach Jean Prouff zelfs een derde keer kampioen. Dat jaar werd doelman Jean Nicolay ook de eerste speler van Standard die de Gouden Schoen in ontvangst mocht nemen. In 1964 werd de Joegoslavische trainer Michel Pavić in dienst genomen. Hij won twee jaar op rij de beker. Op 20 november 1965 kocht Petit in dienst van de club 33 hectaren in het Luikse dorp Sart-Tilman, waar later een groot jeugdcomplex zou gebouwd worden. Drie jaar later, in 1968, rondde Petit met Wilfried Van Moer een van zijn beste tranfers af. Ondanks interesse van Constant Vanden Stock, die toen als bestuurslid van Club Brugge probeerde om Van Moer naar West-Vlaanderen te halen, slaagde Petit erin om de strijdlustige middenvelder onder contract te leggen. Van Moer, bijgenaamd de Kleine Generaal, groeide vrijwel meteen uit tot de leider van het team. Hij loodste Standard naar drie opeenvolgende landstitels en won in zowel 1969 als 1970 de Gouden Schoen, waardoor hij het record van Anderlecht-icoon Paul Van Himst evenaarde.
Naast Standard vervulde Petit ook functies bij de Koninklijke Belgische Voetbalbond (KBVB) en de UEFA. Zo was hij lid van het Uitvoerend Comité van de KBVB en de technische commissie van de nationale ploeg. Ook daar stootte Petit, die binnen het Belgisch voetbal bekendstond als een dictator, regelmatig op Constant Vanden Stock, die in 1971 voorzitter werd van Standards eeuwige rivaal Anderlecht.
Het Standard van Petit werd in de jaren 70 voorbijgestoken door het Anderlecht van Vanden Stock, die ervoor zorgde dat de Brusselaars aansloten bij de Europese top. Petit haalde onder meer succescoaches Ernst Happel en Robert Waseige naar Luik, maar desondanks wist Standard geen titel meer te veroveren. In 1981, precies tien jaar na de laatste landstitel, haalde Petit gewezen Anderlecht-trainer Raymond Goethals naar Luik. In zijn zog volgden Anderlecht-spelers Arie Haan en Johnny Dusbaba. De nieuwe aanwinsten sloten zich aan bij een team dat verder bestond uit klinkende namen als Michel Preud'homme, Eric Gerets, Guy Vandersmissen, Walter Meeuws, Jos Daerden en Simon Tahamata. Goethals loodste het team in 1982 naar zijn zevende landstitel. Dat jaar bereikte de club ook de finale van de Europacup II, waarin het nipt verloor van FC Barcelona. In 1983 wist Standard zijn titel te verlengen.
In het seizoen 1983/84 kwam er een einde aan het tijdperk Petit. Onderzoeksrechter Guy Bellemans bracht een zwartgeldcircuit binnen het Belgisch voetbal aan het licht en ontdekte het omkoopschandaal Standard-Waterschei, waaruit bleek dat Standard in 1982 de spelers van Waterschei had omgekocht voor de titelwedstrijd. Goethals en het leeuwendeel van zijn spelersgroep werden geschorst. Petit, die valsheid in geschriften en belastingontduiking bekende, werd als een gevolg van het omkoopschandaal van de bondslijsten geschrapt. Het betekende het einde van zijn carrière als voetbalbestuurder.
Petit overleed op 22 april 1998. Hij werd 86 jaar oud.